# ليندا اولسون (ممثلة)
ليندا اولسون (بالسويدية: Linda Olsson)‏ هي ممثلة سويدية، ولدت في 8 أغسطس 1979 في Lindö ‏ في السويد.